# WASP-165
WASP-165, TOI-351 — одиночная звезда в созвездии Водолея на расстоянии приблизительно 1955 световых лет (около 599 парсек) от Солнца. Видимая звёздная величина звезды — +12,688m. Возраст звезды оценивается как около 4,77 млрд лет.
Вокруг звезды обращается, как минимум, одна планета.

## Характеристики
WASP-165 — жёлтая звезда спектрального класса G6. Масса — около 1,248 солнечной, радиус — около 1,64 солнечного, светимость — около 2,681 солнечных. Эффективная температура — около 5593 К.

## Планетная система
В 2018 году командой астрономов, работающих в рамках программы SuperWASP, было объявлено об открытии планеты WASP-165 b.